# われら10代
われら10代（ -じゅうだい）は、1963年4月から1966年3月までNHK教育テレビで放送されたテレビ番組である。

## 概要
『若い広場』日曜日版が独立した番組である。10代を対象に日常生活に生じる問題点や関心事をテーマとしたスタジオ討論番組である。10代に人気の芸能人や一般高校生、各分野の専門家を招きNHKの若手アナウンサーの司会で活発な討論が行われた。一般からの寄贈により、かなりの回数がVTRに残されているが公開はされていない。

## 放送時間
- 日曜日 19:00 - 19:30

## 主なテーマ
ニックネーム、アルバイト、学割、エチケット、いたずら、進路、古典、プレゼント、けんか、長所・短所、スタイル、リズム、きょうだい、ヒロイズム、集団就職、ビートルズ